# Strapping Young Lad
A Strapping Young Lad kanadai death/thrash metal együttes. 1994-ben alakultak Vancouverben. Zenéjükben a metal több típusa keveredik:  a death és a thrash mellett az indusztriális (ipari) metal is megtalálható. Első nagylemezüket 1995-ben adták ki, azóta még négy stúdióalbumuk jelent meg. Az együttes 2007-ben oszlott fel. Devin Townsend alapította, aki jelentős névnek számít a metal műfajban. A SYL tagjai között volt még Gene Hoglan is, aki szintén számtalan zenekarban játszott már, de ismertségét mégis a Dark Angel dobosaként szerezte.

## Tagok
- Devin Townsend - ének, gitár, billentyűk (1994-2007)

- Jed Simon - gitár, vokál (1995-2007)

- Byron Stroud - basszusgitár, vokál (1996-2007)

- Gene Hoglan - dobok (1996-2007)

## Diszkográfia
Stúdióalbumok
- Heavy as a Really Heavy Thing (1995)
- City (1997)
- Strapping Young Lad (2003)
- Alien (2005)
- The New Black (2006)